# Crassier
Crassier – miejscowość i gmina (commune) w zachodniej Szwajcarii, w kantonie Vaud, w okręgu (district) Nyon.

## Położenie
Crassier leży na szerokiej terasie brzeżnej Jeziora Genewskiego, u południowo-wschodnich podnóży Jury. Centrum miejscowości leży w odległości (w linii prostej) ok. 4,5 km od brzegu jeziora i niespełna 6 km  na południowy zachód od centrum Nyonu. Leży przy samej granicy francuskiej, która biegnie tu po części wzdłuż koryta rzeki Boiron de Nyon. Po francuskiej stronie granicy leży gmina Vésenex.

## Demografia
W Crassier mieszka 1236 osób. W 2021 roku 23,6% populacji gminy stanowiły osoby urodzone poza Szwajcarią.

## Transport
Przez teren gminy przebiega droga główna nr 122. 